# Effigia
 (septembre 2017).
Améliorez-le ou discutez des points à vérifier. 
 (février 2020).
Le contenu est difficilement compréhensible vu les erreurs de traduction, qui sont peut-être dues à l'utilisation d'un logiciel de traduction automatique.
Effigia okeeffeae
Genre
Espèce
Effigia est un genre fossile de « reptiles » archosauriens de la famille des Shuvosauridae.
Ses fossiles ont été découverts par Edwin Harris Colbert en 1947 au Nouveau-Mexique.
Cependant, Colbert ne pense pas que grands vertébrés plus basales dinosaures théropodes étaient présents dans la carrière et en tant que tel n'a même pas ouvert les vestes de la plupart des blocs qui ont été retournés à l'American Museum of Natural History.

## Découverte
Le fossile a été redécouvert en janvier 2006 par l'étudiant diplômé Sterling Nesbitt (en) à l'American Museum of Natural History. 
Nesbitt ouvrait des vestes de blocs afin de trouver de nouveaux spécimens de Coelophysis. 
En trouvant les restes d'Effigia, il a immédiatement reconnu que ce n'était pas un dinosaure et a continué à traquer le reste des blocs de cette zone de la carrière. Nesbitt et Mark Norell, conservateur au musée, l'ont baptisé Effigia okeeffeae en janvier 2006 après Georgia O'Keeffe, qui a passé de nombreuses années à Ghost Ranch.

## Convergence
Effigia est remarquable pour sa similitude remarquable avec les dinosaures ornithomimidés. 
Nesbitt, en 2007, a montré que Effigia était très similaire à Shuvosaurus, et est définitivement membre du groupe des crurotarsiens (dans la lignée des crocodiliens modernes ), et que sa similitude avec les ornithomimidés représente un cas d'évolution convergente « extrême ». 
Nesbitt a également démontré que Shuvosaurus était le même animal que Sankar Chatterjee, et qu'il appartenait à un clade exclusif contenant des proches tels que Shuvosaurus et Poposaurus (Poposauridae). 
Au sein de ce groupe, Effigia forme un clade encore plus exclusif avec Shuvosaurus et le Sillosuchus sud-américain(Shuvosauridae).  En 2007, Lucas et d'autres ont suggéré que Effigia était synonyme de Shuvosaurus et a utilisé la nouvelle combinaison « Shuvosaurus okeeffeae » pour l'animal.

## Dans la culture populaire
Dans un épisode du Colbert Report du 30 janvier 2006 , Stephen Colbert a ironisé sur le fossile comme réfutant les «Darwinlutionists» («qui essaient de prétendre que chaque sorte de créature a évolué à partir de singes»). Colbert croit aussi que le fossile ne devrait pas avoir été nommé d'après Georgia O'Keeffe, dont les peintures "effraient l'enfer [de lui]", et devrait plutôt avoir été nommé d'après Edwin H. Colbert (voir la liste des épisodes du Colbert Report ) .
Dans le film 3-D IMAX 2007, Dinosaurs Alive!, Nesbitt explique comment il a découvert Effigia. 
Il est également présenté dans une séquence animée où il est chassé par un petit groupe de Coelophysis et plus tard tué par un Redondasaurus.